# Caccodes nigripennis
Caccodes nigripennis es una especie de coleóptero de la familia Cantharidae.

## Distribución geográfica
Habita en México.